# 關智耀
關智耀（Jason Kwan），香港攝影師和導演，香港專業電影攝影師學會（HKSC）委員。2018年4月，憑藉《追龍》獲得第37屆香港電影金像獎最佳攝影。2019年《無雙》再次奪得第38屆香港電影金像獎最佳攝影。

## 簡歷
1990年赴日本留學。1991年進入日本東京寫真專門學校學習電影製作。
1993年，關智耀受訓完畢，回港加入沙龍電影公司攝影組工作。其後升攝影師。2001年離開沙龍以自由身任攝影。同年在余偉國執導的劉德華MV《練習》擔任攝影師，用16毫米菲林拍攝。2002年在余偉國推薦下，到馬來西亞在華裔導演蘇宗興執導的馬來語電影《金山公主》（2004）中，首度任劇情長片攝影師。影片2003年完成，2004年公映。首部在香港任攝影師的電影是余偉國執導，劉德華主演的《再說一次我愛你》（2005）。其後攝影作品包括《志明與春嬌》（2010）、《寒戰》（2012）、《大上海》（2012）、《香港仔》（2014）、《赤道》（2015）等。
關智耀首部導演作品是由彭浩翔監製的《指甲刀人魔》（2017）。隨後又與王晶合導了甄子丹及劉德華主演的《追龍》（2017）。2018年，他憑《追龍》贏得第三十七屆香港電影金像獎最佳攝影獎。

## 导演作品
| 年份 | 名稱         | 職務 | 職務 | 職務 | 備註       |
| 年份 | 名稱         | 導演 | 編劇 | 監製 | 備註       |
| ---- | ------------ | ---- | ---- | ---- | ---------- |
| 2015 | 指甲刀人魔   | 是   | 否   | 否   |            |
| 2017 | 追龍         | 是   | 是   | 否   | 與王晶合導 |
| 2019 | 追龍II：賊王 | 是   | 否   | 否   | 與王晶合導 |
| 2024 | 潜行         | 是   | 否   | 否   |            |

## 外部連結
- 關智耀在香港影庫上的簡介
- 關智耀在豆瓣上的资料（简体中文）
- 關智耀在时光网上的簡介（简体中文）
- 關智耀在互联网电影资料库（IMDb）上的資料（英文）